# Nolaphana
Nolaphana là một chi bướm đêm thuộc họ Noctuidae.